# Дејан Клинцов
Дејан Клинцов (Београд, 27. септембар 1963) српски је сликар. 

## Биографија
Дејан Клинцов је дипломирао на Факултету ликовних уметности (ФЛУ) у Београду. Пре тога је студирао на Академији Ликовних уметности у Новом Саду, а потом на Краљевском институту за уметност у Стокхолму, Универзитету за филм, радио, телевизију и позориште,  као и одсеку за филозофију Универзитета у истом граду.